# Світлячок (журнал)
«Світлячок» — щомісячний журнал для дітей від 2 до 6 років, заснований у 2014 році. Видавався до грудня 2016 року, за результатами передплатної компанії на 2017 рік не отримав достатньої для рентабельності кількості передплатників і був змушений закритися. Засновник, видавець – ТОВ «Телекомпанія «Малятко-ТВ». 
Особливістю журналу було те, що цупка обкладинка кожного номера трансформувалася в розвивальну гру чи іграшку: шнурівку, доміно, казкових героїв для лялькового театру тощо.